# Mário Jardel
Mário Jardel de Almeida Ribeiro (født 18. september 1973) er en tidligere brasiliansk/portugisisk fodboldspiller.
Han var i starten af sin karriere kendt som en meget målfarlig angriber og han var i 2000, den mest scorende spiller i Champions League. Han var blandt andet med til at vinde Super Cuppen for sin tyrkiske klub Galatasaray efter klubben havde købt ham for 220 mio. kroner.
I løbet af hans succesfulde periode vandt han blandt andet Europas gyldne støvle, der gives til den spiller i Europa, der har scoret flest gange i løbet af sæsonen. Han scorede i sæsonen 42 gange i 27 ligakampe for Sporting CP.
Slutningen af Jardels karriere var ikke præget af lige så stor sportslig succes som årene i FC Porto, Galatasaray og Sporting CP. Personlige problemer og uoverensstemmelser med den brasilianske landstræner Luiz Felipe Scolari var starten på en sportslig nedtur for Jardel, der sluttede sin karriere af med at spille i mange forskellige klubber uden at opnå sportslig succes.

## Familieforhold
Hans lillesøster Jordana (født 1982), der er tøj-model, kom i en periode omkring år 2000 sammen med Cristiano Ronaldo.